# Lantor
Lantor (ros. Лянтор) – miasto w Rosji, w Chanty-Mansyjskim Okręgu Autonomicznym – Jugrze, w rejonie surguckim.
Lantor leży nad brzegiem rzeki Pim i liczy 35.433 mieszkańców (2005 r.).
Podstawę gospodarki miasta stanowi przemysł naftowy.

## Historia
Miasto zostało założone w 1978 r. na miejscu powstałej w 1932 r. rybackiej osady Pim, leżącej nad rzeką o tej samej nazwie. Nowa nazwa – Lantor pochodzi od nazwy pobliskiego jeziora. Powstanie miasta miało związek odkryciem w 1965 r. i późniejszą eksploatacją złóż ropy naftowej i gazu ziemnego. Prawa miejskie Lantor otrzymał w 1992 r.